# Outro (počítačové hry)
Outro (též outtro) je anglicismus a český slangový výraz pro ukončení počítačové hry. Obvykle jde o počítačovou animaci. Outro se od stručného nápisu Game over během času transformovalo na FMV (Full Motion Video) sekvence.
Opakem je intro (otevírací pasáž).